# Theodore Roosevelt (Schiff)
Die Theodore Roosevelt, auch USS Theodore Roosevelt (Kennung: CVN-71), ist ein Flugzeugträger der Nimitz-Klasse der United States Navy. Das Schiff ist nach dem 26. US-Präsidenten Theodore Roosevelt benannt.

## Geschichte
Das Schiff wurde am 31. Oktober 1981 bei der Werft Newport News Shipbuilding auf Kiel gelegt. Die Schiffstaufe erfolgte im Oktober 1984 und am 25. Oktober 1986 wurde die Theodore Roosevelt offiziell in Dienst gestellt. Ihr Heimathafen ist San Diego.
1996 kollidierte die Theodore Roosevelt während einer Übung mit der Leyte Gulf, da die Roosevelt plötzlich ihr Tempo verringerte. Dabei wurden das Heck des Flugzeugträgers und der Bug des Kreuzers schwer beschädigt, die Kosten für die Reparaturen lagen bei 16 Mio. Dollar.
Ab Herbst 2009 befand sich die Roosevelt zu einem Refueling Complex Overhaul (RCOH) in ihrer Bauwerft. Dabei wurde der Kernreaktor neu befüllt, die Bordelektronik erneuert und Instandhaltungsarbeiten am und im Rumpf durchgeführt. Die Kosten der Werftliegezeit, die bis 2013 dauerte, betrugen fast 2,5 Mrd. Dollar. Am 25. August 2013 verließ der Flugzeugträger nach nahezu genau 4 Jahren die Werft. Von Ende November 2017 bis März 2018 kreuzte der Flugzeugträger mit knapp 5000 Mann Besatzung durch den Persischen Golf, begleitet von einem Lenkwaffenkreuzer und vier Zerstörern. Danach fuhr der Flugzeugträger zurück nach San Diego. Der Einsatz auf See dauerte insgesamt sieben Monate.

### Covid-19-Zwischenfall
Im April 2020 kam es an Bord zu einem Zwischenfall, der zum Rücktritt des United States Secretary of the Navy Thomas B. Modly führte.
Im März 2020 war im Zusammenhang mit der derzeit grassierenden COVID-19-Pandemie bei mehreren Besatzungsmitgliedern des Schiffes eine Erkrankung an COVID-19 festgestellt worden. Captain Brett Crozier forderte daraufhin die Evakuierung des vor Guam liegenden Schiffes bei der Admiralität, um die weitere Ausbreitung der Krankheit aufgrund der engen Lebensverhältnisse an Bord zu vermeiden und den Tod von Besatzungsangehörigen zu verhindern. Diese Anfrage wurde von US-Verteidigungsminister Mark Esper jedoch abgelehnt, da der Stützpunkt auf Guam die Seeleute nicht adäquat unterbringen könne.
Croziers E-Mail wurde kurz darauf von einem der Empfänger dem San Francisco Chronicle zugespielt, wodurch der Zwischenfall in den Medien publik wurde. Daraufhin wurde die Evakuierung der Besatzungsmitglieder doch genehmigt und Crozier am 2. April vom amtierenden Marineminister Thomas B. Modly von seinem Kommando entbunden und versetzt – er begründete dies mit Vertrauensverlust und der Nichteinhaltung des vorgeschriebenen Dienstwegs.
Dies stieß auf Unmut und Widerspruch in der Bevölkerung und bei seiner Besatzung, die ihn unter Beifall und mit Sprechchören von seinem Schiff verabschiedete. Bis einschließlich 7. April 2020 unterzeichneten über 300.000 Menschen eine Online-Petition pro Brett Crozier.
Modly flog nach Guam, besuchte die Crew auf der USS Theodore Roosevelt und hielt per Bord-Sprechanlage eine Ansprache an die Crew in der er Kapitän Crozier als „zu naiv oder zu dumm“, um ein kommandierender Offizier zu sein, bezeichnete.
Mehrere Abgeordnete der Demokratischen Partei forderten daraufhin die Entlassung Modlys. und US-Präsident Trump intervenierte in den Konflikt. Am 7. April reichte Modly seinen Rücktritt ein.
Eine Wiedereinsetzung von Kapitän Croziers sei laut Verteidigungsminister Mark Esper nicht vom Tisch, es müssten aber die Ergebnisse der dienstrechtlichen Untersuchung abgewartet werden.
Laut US Navy war am 27. April bei 969 Besatzungsmitgliedern eine Covid-19-Erkrankung festgestellt worden. Ein Besatzungsmitglied verstarb an der Erkrankung.

## Einsätze
- 1990: Desert Shield (Irak/Kuwait/Saudi-Arabien)
- 1991: Desert Storm (2. Golfkrieg)
- 1993: Deny Flight (Bosnien, 1993–1995)
- 1993: Southern Watch (Überwachung der Flugverbotszonen im Irak)
- 1996: Southern Watch (Überwachung der Flugverbotszonen im Irak)
- 1999: Allied Force (Kosovo)
- 1999: Southern Watch (Überwachung der Flugverbotszonen im Irak)
- 2001: Enduring Freedom (Afghanistan-Einsatz)
- 2003: Iraqi Freedom (Irakkrieg)
- 2005: Enduring Freedom
- 2015, 2017, 2018: Operation Inherent Resolve